# (5751) Zao
(5751) Zao es un asteroide que forma parte de los asteroides Amor descubierto el 5 de enero de 1992 por Masahiro Koishikawa desde la Estación Ayashi, Japón.

## Designación y nombre
Designado provisionalmente como 1992 AC. Fue nombrado Zao en homenaje al grupo de montañas volcánicas conocidas como Monte Zao, ubicadas en la parte norte de Japón continental. El grupo montañoso de Zao hace de frontera entre las prefecturas de Yamagata y Miyagi y fue designado como parque nacional en 1963. Con su abundante naturaleza y cielos despejados, el Monte Zao es una de las montañas más atractivas para montañeros, esquiadores y también para los observadores de las estrellas.

## Características orbitales
Zao está situado a una distancia media del Sol de 2,103 ua, pudiendo alejarse hasta 2,993 ua y acercarse hasta 1,212 ua. Su excentricidad es 0,423 y la inclinación orbital 16,07 grados. Emplea 1114,07 días en completar una órbita alrededor del Sol.

## Características físicas
La magnitud absoluta de Zao es 14,8. Tiene 2,3 km de diámetro y su albedo se estima en 0,36. Está asignado al tipo espectral X según la clasificación SMASSII.